# Woincourt
Woincourt is een gemeente in het Franse departement Somme (regio Hauts-de-France) en telt 1531 inwoners (1999). De plaats maakt deel uit van het arrondissement Abbeville.

## Geografie
De oppervlakte van Woincourt bedraagt 4,2 km², de bevolkingsdichtheid is 364,5 inwoners per km².

## Verkeer en vervoer
In de gemeente ligt spoorwegstation Woincourt.
De onderstaande kaart toont de ligging van Woincourt met de belangrijkste infrastructuur en aangrenzende gemeenten.

## Demografie
Onderstaande figuur toont het verloop van het inwonertal (bron: INSEE-tellingen).